# 渡邊岳夫
渡邊 岳夫（1933年4月16日—1989年6月2日），日本作曲家、編曲家、詩人，出生於東京，別名為大塩潤。

## 生平
為當代知名作曲家渡邊浦人的長子，武藏大學經濟系畢業，23歲前往法國巴黎學習古典樂，思康音樂學院畢業，後來加入TBS，擅長時代劇作品的配樂工作，另外早期許多著名經典動漫，像是「龍龍與忠狗」、「小天使」、「機動戰士鋼彈」等都是他的作品，音樂風格時常帶有憂傷的感覺，深具臨場感。
1989年因腎病而去世，享年56歲。但是他死後其作品仍然受到各界的矚目，1998年以「排球甜心」主題曲『女排NO.1』獲得JASRAC的國際獎，2008年東京國際動畫博覽會為追憶他頒給終身成就獎，在靜岡縣伊豆建立了「雛之館」有塑造他的雕像。

## 動畫配樂
- 巨人之星（巨人の星，1968年）
- 排球甜心（アタックNo.1，1969年）
- 魔法人魚真子 （魔法のマコちゃん，1970年）
- 小泰山（原始少年リュウ，1971年）
- 天才妙老爹（天才バカボン，1971年）
- 荒野少年神槍手（荒野の少年イサム，1973年）
- 甜心戰士（キューティーハニー，1973年）
- 小天使（アルプスの少女ハイジ，1973年）
- 仙女下凡 （魔女っ子メグちゃん，1974年）
- 少年德川家康（少年徳川家康，1975年）
- 龍龍與忠狗（フランダースの犬，1975年）
- 小浣熊（あらいぐまラスカル，1977年）
- 咪咪流浪記（家なき子 (アニメ)，1977年）
- 新巨人の星（新・巨人の星，1977年）
- 佩琳物語（ペリーヌ物語，1978年）
- 新巨人の星2（新・巨人の星II，1979年）
- 機動戰士GUNDAM（機動戦士ガンダム，1979年）
- 魔法少女拉拉貝爾（魔法少女ララベル，1980年）
- 小仙地 （ハロー！サンディベル，1981年）
- 比比先生（Mr.ペンペン，1986年）

## 電影配樂
- 透明天狗（透明天狗，1960年）
- 新事件記者 大都會的陷阱（新・事件記者 大都会の罠，1966年）
- 燃情劍（燃えよ剣，1966年）
- 新書・忍者（新書・忍びの者，1966年）
- 眠狂四郎無賴控 魔性之肌（眠狂四郎無頼控・魔性の肌，1967年）
- 緋牡丹賭徒（緋牡丹博徒，1968年）
- 孤狼行（ひとり狼，1968年）
- 眠狂四郎女地獄（眠狂四郎女地獄，1968年）
- 賭徒列傳（博徒列伝，1968年）
- 眠狂四郎惡女狩獵（眠狂四郎悪女狩り，1969年）
- 眠狂四郎卍字斬（眠狂四郎卍斬り，1969年）
- 明日之丈（あしたのジョー，1970年）
- 透明劍士（透明剣士，1970年）
- 蟑螂刑事（ゴキブリ刑事，1973年）
- 戰後獵奇犯罪史（戦後猟奇犯罪史，1976年）
- 最強最後的空手道（最強最後のカラテ，1980年）

## 電視劇配樂
- 新選組血風錄（新選組血風録，1965年）
- 我是用心棒（俺は用心棒，1967年）
- 等待用心棒（待っていた用心棒，1968年）
- 用心棒回來了（帰って来た用心棒，1968年）
- 大奧（1968年）
- 清水次郎長（清水次郎長，1971年）
- 眠狂四郎（眠狂四郎，1972年）
- 新諸國物語 笛吹童子（新諸国物語・笛吹童子，1972年）
- 緊急指令10-4・10-10（緊急指令10-4・10-10，1972年）
- 帶子狼（子連れ狼，1973年）
- 新選組（新選組，1973年）
- 右門捕物帖（右門捕物帖，1974年）
- 編笠十兵衛（編笠十兵衛，1974年）
- 純愛山河 愛與誠（純愛山河 愛と誠，1974年）
- 影同心（影同心，1975年）
- 影同心2（影同心 II，1975年）
- 十手無用 九丁堀事件帖（十手無用 九丁堀事件帖，1975年）
- 怪人二十面相（怪人二十面相，1977年）
- 人形佐七捕物帳（人形佐七捕物帳，1977年）
- 白色巨塔（白い巨塔，1978年）
- 德川的女人（徳川の女たち，1980年）
- 動盪江戸（江戸の朝焼け，1980年）
- 大奥（1983年）

## 外部連結
- 渡辺 岳夫 （页面存档备份，存于）（日語）